# Bruno Guttowski
Bruno Guttowski (* 8. November 1924 in Rastenburg; † 4. Juli 1977 in Mannheim) war ein deutscher Eishockeyspieler und -trainer.

## Leben
Der Verteidiger spielte zunächst für den Krefelder EV (KEV). In der Saison 1951/52 erreichte der KEV gemeinsam mit dem SC Riessersee Platz eins. Das Entscheidungsspiel um die deutsche Meisterschaft gewannen die Krefelder im Mannheimer Friedrichsparkstadion mit 6:4. Im Jahr darauf wurde Guttowski mit dem KEV Dritter und 1953/54 sowie 1954/55 Vizemeister.
Dann ging Guttowski zum Mannheimer ERC (MERC). Wegen des Wechsels war er zunächst nicht spielberechtigt. Er fungierte 1955/56 als Trainer und schaffte mit der Mannschaft den Aufstieg in die Oberliga. Dort spielte er dann bis 1964 mit dem MERC. Er war Kapitän und von 1959 bis 1961 auch Spielertrainer. Die besten Platzierungen, die er mit den Mannheimern erreichte, waren zwei dritte Plätze in den Spielzeiten 1958/59, wo er auch zweitbester Verteidiger der Bundesliga war, und 1962/63. Insgesamt schoss er 71 Tore für Mannheim. Nach drei Jahren Pause spielte er 1967/68 noch eine Spielzeit für den Mannheimer SC in der Oberliga. Nach dem Ende seiner Spielerkarriere war er von 1969 bis 1972 Trainer des MERC.
In die deutsche Nationalmannschaft wurde Guttowski 58 Mal berufen, wobei er fünfmal das Tor traf. Er war Teilnehmer der Weltmeisterschaft 1953, wo die deutsche Mannschaft in der Schweiz Vizeweltmeister wurde, 1954, 1955 und 1959. Außerdem war er bei den Olympischen Spielen 1956 dabei, als Deutschland in Cortina d’Ampezzo den sechsten Platz belegte.
Aufgrund seiner Verdienste um das deutsche Eishockey wurde er in die Hall of Fame des deutschen Eishockeymuseums aufgenommen. 2012 ehrten ihn die Adler Mannheim, Nachfolger des MERC, indem seine Rückennummer gesperrt und sein Trikot mit der Nummer 12 symbolisch unter das Hallendach der SAP-Arena gehängt wurde.